# Marilee Shapiro Asher
Marilee Shapiro Asher (Chicago, 17 novembre 1912 – Washington, 11 settembre 2020) è stata una scrittrice statunitense.

## Vita e carriera
Asher è nata da una ricca famiglia di Chicago, figlia di Bonnie Harris. Ha contratto l'influenza spagnola quando aveva sei anni ed è riuscita ad uscirne. Ha iniziato a studiare scultura nel 1936 e ha tenuto la sua prima mostra personale alla American University nel 1947. Ha esposto presso lo Smart Museum, al Vassar College, nella Franz Bader Gallery, alla Washington Studio School, allo Studio Gallery, al Cosmos Club e alla Warehouse Gallery. All'inizio degli anni 2000, quando cercava una forma d'arte meno fisica, ha studiato arte digitale presso la Corcoran School of Art e ha iniziato ad occuparsi di fotografia digitale. Nel 2010, la sua fotografia è stata esposta allo Iona Guest Show quando era un'artista visitatrice.
Il suo lavoro è nella collezione permanente dello Smithsonian e del Baltimore Museum of Art . Nel 2019 era ad un evento radiofonico di Ralph Nader discutere di come riesca a mantenere la sua vita produttiva, anche all'età di 106 anni. Ha scritto inoltre un'autobiografia intitolata Dancing in the Wonder of 102 Years.
Nell'aprile 2020 Asher, all'età di 107 anni, viene ricoverata in ospedale con COVID-19. Ha trascorso cinque giorni in ospedale prima di riprendersi e tornare alla Chevy Chase House dove viveva.
È morta nel settembre 2020.